# Hidalgo, Nuevo León
Hidalgo là một đô thị thuộc bang Nuevo León, México. Năm 2005, dân số của đô thị này là 15480 người.